# Ban Thi đua - Khen thưởng Trung ương (Việt Nam)
Ban Thi đua - Khen thưởng Trung ương là cơ quan hành chính trực thuộc Bộ Nội vụ, thực hiện chức năng tham mưu giúp Bộ trưởng Bộ Nội vụ quản lý nhà nước về lĩnh vực thi đua, khen thưởng.
Chức năng, nhiệm vụ, quyền hạn và cơ cấu tổ chức của Ban Thi đua - Khen thưởng Trung ương được quy định tại Quyết định số 127/QĐ-BNV ban hành ngày 01 tháng 3 năm 2025 của Bộ trưởng Bộ Nội vụ.

## Lịch sử hình thành và phát triển[1]
Ngày 17 tháng 9 năm 1947, Viện Huân chương ra đời theo Sắc lệnh số 83-SL ngày 17 tháng 9 năm 1947 do Chủ tịch Hồ Chí Minh ký.
Ngày 8 tháng 12 năm 1987, Hội đồng Bộ trưởng đã ban hành Nghị định số 223/HĐBT. Viện Huân chương thành Viện Thi đua - Khen thưởng Nhà nước.
Ngày 25 tháng 8 năm 2004, theo Nghị định số 158/2004/NĐ-CP của Chính phủ, Ban Thi đua - Khen thưởng Trung ương được thành lập trên cơ sở Viện Thi đua - Khen thưởng Nhà nước. Ban lúc này là cơ quan trực thuộc Chính phủ.
Ngày 8 tháng 8 năm 2007, Chính phủ ban hành Nghị định số 08/NĐ-CP chuyển giao Ban Thi đua -  Khen thưởng Trung ương, Ban Tôn giáo Chính phủ, Ban Cơ yếu Chính phủ vào Bộ Nội vụ.

## Nhiệm vụ và quyền hạn

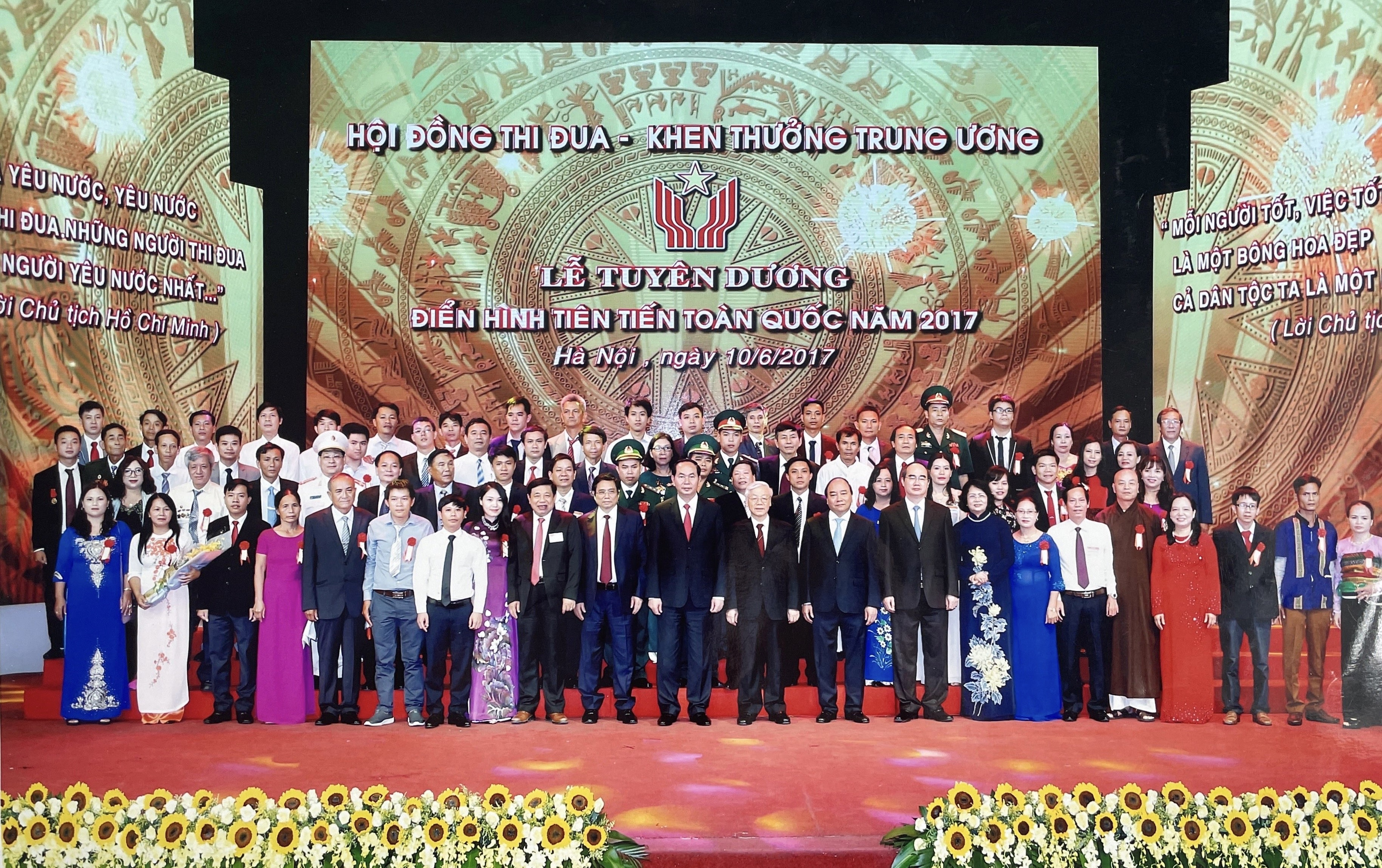
Lễ tuyên dương Điển hình tiên tiến toàn quốc tại Hà Nội, ngày 10/06/2017, với sự có mặt của Chủ tịch nước Trần Đại Quang, Tổng bí thư Nguyễn Phú Trọng, Thủ tướng Nguyễn Xuân Phúc (sau này là Chủ tịch nước), Trưởng ban Tổ chức Trung ương Phạm Minh Chính (hiện là Thủ tướng)...

Theo Điều 2, Quyết định số 1247/QĐ-BNV ngày 27 tháng 12 năm 2022 của Bộ trưởng Bộ Nội vụ, Ban Thi đua - Khen thưởng Trung ương thực hiện các nhiệm vụ, quyền hạn theo quy định của Luật Thi đua, Khen thưởng, các quy định của pháp luật có liên quan và những nhiệm vụ, quyền hạn sau đây:
- Là cơ quan thường trực của Hội đồng Thi đua - Khen thưởng Trung ương.
- Trình Bộ trưởng Bộ Nội vụ để trình Chính phủ, Thủ tướng Chính phủ hoặc Bộ trưởng Bộ Nội vụ xem xét, quyết định các loại văn bản thuộc phạm vi quản lý của Ban.
- Hướng dẫn, đôn đốc, kiểm tra các bộ, ngành, địa phương, Mặt trận Tổ quốc Việt Nam, tổ chức chính trị, các tổ chức chính trị - xã hội, tổ chức xã hội ở trung ương tổ chức triển khai thực hiện các phong trào thi đua và thực hiện chính sách khen thưởng của Đảng và Nhà nước.
- Thẩm định hồ sơ trình khen thưởng của các bộ, ngành, địa phương, Mặt trận Tổ quốc Việt Nam, tổ chức chính trị, các tổ chức chính trị - xã hội, tổ chức xã hội ở trung ương. Thực hiện theo ủy quyền của Bộ trưởng Bộ Nội vụ trình Chính phủ, Thủ tướng Chính phủ quyết định khen thưởng hoặc trình Thủ tướng Chính phủ đề nghị Chủ tịch nước quyết định khen thưởng.
- Phối hợp với Mặt trận Tổ quốc Việt Nam, tổ chức chính trị, các tổ chức chính trị - xã hội, tổ chức xã hội ở trung ương, các cơ quan thông tin đại chúng tổ chức các phong trào thi đua và tuyên truyền, nhân rộng các điển hình tiên tiến.
- Quản lý, lưu trữ hồ sơ khen thưởng theo quy định của pháp luật. Xây dựng và quản lý cơ sở dữ liệu về thi đua, khen thưởng.
- Chuẩn bị hiện vật, bảo quản, cấp phát hiện vật khen thưởng kèm theo các hình thức khen thưởng của Chủ tịch nước, Chính phủ, Thủ tướng Chính phủ. Thu hồi, cấp, cấp lại, cấp đổi hiện vật khen thưởng.
- Thực hiện các nhiệm vụ, quyền hạn khác do Bộ trưởng Bộ Nội vụ giao và theo quy định của pháp luật.

## Lãnh đạo Ban[5]
- Trưởng ban: TS. Phạm Huy Giang[6]
- Phó Trưởng ban:

1. Phạm Đức Toàn[7]
2. Phan Văn Hùng[8][9][10][11]
3. Nguyễn Anh Tuấn
4. Đỗ Thúy Phượng

## Cơ cấu tổ chức
(Theo Điều 3, Quyết định số 127/QĐ-BNV ngày 01 tháng 3 năm 2025 của Bộ trưởng Bộ Nội vụ)

### Các đơn vị thực hiện chức năng quản lý nhà nước
- Văn phòng Ban
- Phòng Nghiên cứu - Tổng hợp (gọi tắt là Phòng I)
- Phòng Thi đua - Khen thưởng các bộ, ngành, đoàn thể ở trung ương (gọi tắt là Phòng II)
- Phòng Thi đua - Khen thưởng các tỉnh, thành phố trực thuộc trung ương (gọi tắt là Phòng III)
- Phòng Tổ chức cán bộ
- Phòng Pháp chế và giải quyết khiếu nại, tố cáo
- Phòng Quản lý và khai thác hồ sơ

### Các đơn vị sự nghiệp
- Trung tâm Thông tin - Truyền thông